# Carlo Bichi

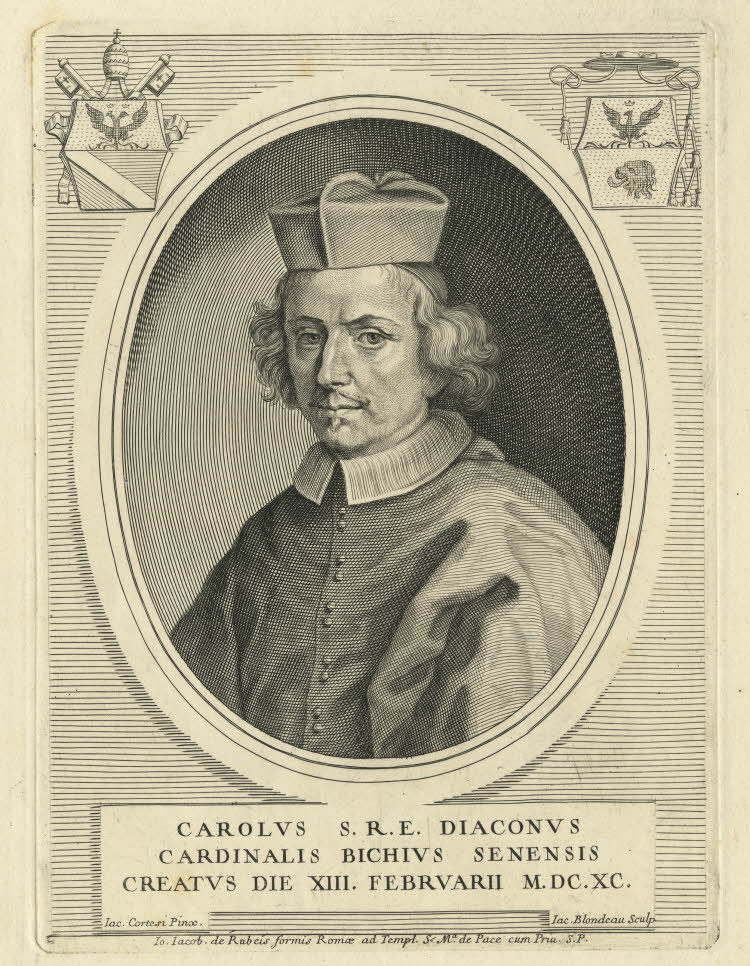
Carlo Kardinal Bichi (Stich von Jacques Blondeau, ca. 1690)

Carlo Bichi (* 6. Mai 1639 in Siena; † 7. November 1718 in Rom) war ein italienischer Kardinal der Römischen Kirche.

## Leben
Er entstammte einer sienesischen Patrizierfamilie und war der Sohn von Galgano Bichi, Marchese von Rocca Albegna und von Vallerone, und dessen Ehefrau Girolama Piccolomini. Bei seiner Taufe erhielt er die Vornamen Carlo Giacomo. Er war ein Neffe von Kardinal Alessandro Bichi und Onkel des späteren Kardinals Vincenzo Bichi. Weitere Kardinäle aus derselben Familie waren Metello Bichi und Antonio Bichi.
Bichi wurde Ritter des Malteserordens. Unter dem Pontifikat von Alexander VII., der ebenfalls aus Siena stammte, wurde Bichi Päpstlicher Hausprälat. Am 10. Juni 1661 zum Vize-Legaten in Bologna ernannt, wurde er auch Referendar an den Gerichtshöfen der Apostolischen Signatur. Ab 1664 war er Vize-Legat der Romagna, wiederum wurde er dies 1666 und 1667. Von 1668 bis 1670 war er Inquisitor in Malta. In seine Amtszeit fiel die Eroberung Kretas durch die Osmanen, was sich in Bichis Berichten an den päpstlichen Hof in Rom widerspiegelt. In dieser Zeit war Bichi Generalleutnant der päpstlichen Galeeren. Am 2. Dezember 1669 zum Kleriker der Apostolischen Kammer ernannt, verließ Carlo Bichi am 23. Mai 1670 Malta und kehrte nach Rom zurück. Dort setzte er seine kuriale Laufbahn fort, bis er schließlich um 1687 Generalauditor der Apostolischen Kammer (Auditor Camerae) und damit der oberste Richter des Kirchenstaates wurde.
Papst Alexander VIII. nahm ihn im Konsistorium vom 13. Februar 1690 in das Kardinalskollegium auf. Den Kardinalshut erhielt Carlo Bichi am 16. Februar desselben Jahres und am 10. April 1690 wurde ihm Santa Maria in Cosmedin als Titeldiakonie verliehen. Er nahm am Konklave 1691 teil, das Innozenz XII. zum Papst wählte. Am 22. Dezember 1693 optierte Carlo Bichi zur Titeldiakonie Sant’Agata in Suburra. Er war Teilnehmer am Konklave 1700, aus dem Clemens XI. als Papst hervorging.
Er starb in seinem römischen Palast an Sant’Andrea della Valle und wurde in der Kirche seiner Titeldiakonie Sant’Agata in Suburra beigesetzt.